# Tacticidad

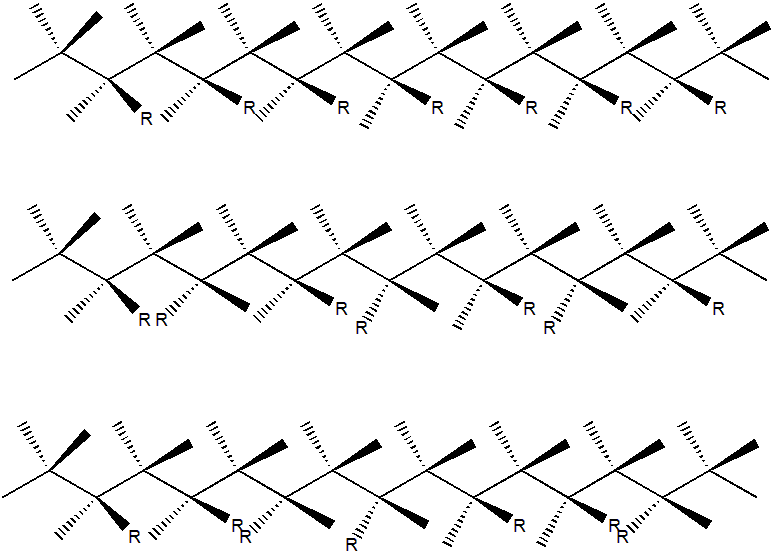
Tacticidad de un polímero donde R representa a un sustituyente: la molécula superior es isotáctica, la central es sindiotáctica, la inferior es atáctica.

Tacticidad proviene del griego taktikos, "orden" o "arreglo". En polímeros se refiere al arreglo estereoquímico en centros quirales de la macromolécula. Según la IUPAC, una macromolécula con tacticidad es aquella en la cual la configuración de las unidades repetitivas es constante o igual. La tacticidad es particularmente significativa para polímeros como los de vinilo, del tipo: -H2C-CH(R)- en la cual cada sustituyente 'R' de cada unidad repetitiva en la cadena principal del polímero, es seguido por la inmediata unidad repetitiva, cuyo sustituyente se encuentra en la misma posición que el subtituyente previo.
Son por ejemplo polímeros con centros quírales: PP, PS, pero no lo son PE, PTFE. PNEV

## Enlaces químicos
En una molécula en la cual sólo átomos de carbono incluyen los elementos de la cadena principal proveen un arreglo tridimensional en forma de tetraedros, esto se puede representar de varias formas, una de ellas es la proyección de Natta desarrollada por Giulio Natta en la cual los carbonos en zigzag de la cadena principal se encuentran en el plano del papel.
Macromoléculas monotácticas contienen un solo átomo estereoisómero por cada unidad repetitiva. Pudiendo haber moléculas ditácticas o n-tácticas. donde 'n' representa el número de átomos estereosómeros por unidad repetitiva.
En la estereoquímica de moléculas no poliméricas, el enlace de moléculas en centros quírales no cambia significativamente las propiedades físicas de la molécula, sin embargo en los polímeros, la forma en la que se unen estos átomos, es decir tacticidad produce cambios físicos tan importantes que pueden considerarse las diferencias en tacticidades como polímeros completamente diferentes. Principalmente influye en propiedades como: rigidez, cristalinidad, flexibilidad, desorden.
La tacticidad se puede investigar por medio de una prueba de Resonancia magnética nuclear o RMN.
La tacticidad se puede entender sólo con base en el estudio de la estereoquímica es aplicable sólo en polímeros con centros quírales en la cadena principal y debido a esto existen 3 arreglos posibles: atáctico (sin orden), isotáctico (mismo orden) y sindiotáctico (orden alternante) de los sustituyentes en los carbonos quirales.
La característica de estos enlaces es que no son superponibles en la tercera dimensión, de allí que su representación en papel sea un poco complicada. Los enlaces sigma (también conocidos como enlaces sencillos) de carbono pueden girar con cierta libertad, pero dos enantiómeros no podrán sobreponerse por más que gire este enlace, sino que es necesario romper los enlaces para reubicarlos y entonces sobreponerlos. Un modelo químico es muy útil para estudiar este tipo de enlaces.
En la ingeniería de polímeros la tacticidad es muy importante, por ejemplo, un polímero como el poliestireno (PS) sin tacticidad (atáctico) tiene una temperatura de transición vítrea de aproximadamente Tg=100 °C, mientras que un PS isotáctico tiene una temperatura de fusión aproximada de Tm=230 °C. La diferencia entre Tg y Tm es la necesidad de fundir los cristales formados, un polímero amorfo es más fácil de fundir ya que no tiene la resistencia de los enlaces secundarios de las regiones cristalinas.

### Polímeros isotácticos
Un polímero con característica estereoregular, en otras palabras el grupo funcional se ubica solamente en un lado del monómero, es decir, en solo un eje del plano tridimensional.

### Polímeros sindiotácticos
Los polímeros sindiotácticos poseen también un orden constante en los sustituyentes, pero  estos se encuentran enlazados de forma alternante en el carbono quiral de la cadena principal del polímero.

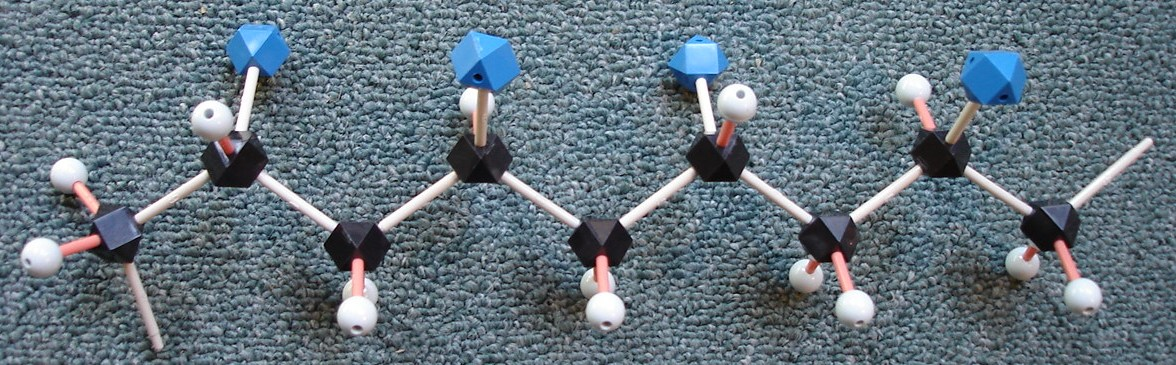
Polímero Sindiotáctico, los enlaces del sustituyente color azul se encuentran en posición alternante.

### Polímeros atácticos
En los polímeros atácticos, los sustituyentes se encuentran distribuidos de manera aleatoria a lo largo de la cadena de la macromolécula. Los polímeros formados por reacciones de radicales libres generan normalmente productos atácticos, son amorfos debido a que la formación de un cristal requiere orden.

### Dos carbonos asimétricos
Cuando el polímero presenta en la repetición de dos carbonos asimétricos (-CHRa-CHRb-), hay ligeras diferencias. En efecto, son posibles dos configuraciones (di-)isotácticas distintas: la treo-diisotáctica, en la que todos los Ra y los Rb están en la misma posición y la eritro-diisotáctica, en la que todos los sustituyentes Ra están en una posición y todos los Rb en la contraria. Los polímeros disindiotácticos, tienen una alternancia de pares Ra-Rb en una posición y en la contraria, mientras que siguen existiendo los polímeros atácticos.

## Configuraciones cabeza/cola
También es importante para diversos polímeros la forma en la que están unidos los monómeros entre sí, esto puede ser:
- normalmente cabeza/cola: <- <- <- <- <-

Pero también es posible la unión cabeza/cabeza:

## En las reacciones químicas
Durante la polimerización polibutadieno a partir del 1,3-Butadieno es posible que las unidades de los enlaces 1,2 y 1,4 se formen, uniones 1,4 forman estructuras cis o trans, mientras que las 1,2 forman uniones isotácticas o sindiotácticas

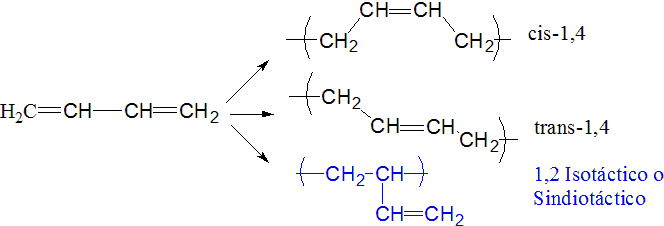
posibles productos en la polimerización del 1,3-Butadieno.

En la polimerización aniónica se han hecho diversos estudios, en las polimerizaciones pseudo-iónicas se ha observado que sus productos frecuentemente son polímeros con tacticidad, esto se explica con los efectos estéricos durante la reacción de polimerización, por ejemplo en la reacción del poli(metilmetacrilato) PMMA en cuya reacción, dependiendo del solvente puede variarse la proporción de isotáctico y sindiotáctico en el producto final.
Cerca del 100% del polipropileno comercial es obtenido en reacciones catalíticas, en las cuales el crecimiento de la cadena depende de la forma en la que los diferentes monómeros "se acomodan" para formar el polímero, a esta orientación estérica se debe su isotacticidad, que es regulada con el uso de bases de Lewis y trietanolamina, el uso de Et-TiCl4 y cloruro de dietilaluminio. Los catalizadores de Ziegler-Natta inducen a productos con tacticidad.
En las reacciones de los polímeros, se ha explicado un mecanismo de adición que incluye la unión a través de los centros activos de los diferentes catalizadores, un mecanismo abreviado para la polimerización del propileno es la que sigue, en la cual centros activos de los catalizadores permiten el crecimiento ordenado de la cadena de polipropileno: